# 2000 AE255
2000 AE255, também escrito como 2000 AE255, é um objeto transnetuniano (TNO) que está localizado no cinturão de Kuiper, uma região do Sistema Solar. Este corpo celeste é classificado como um cubewano. Ele possui uma magnitude absoluta (H) de 8,3 e, tem um diâmetro estimado com cerca de 96 km.

## Descoberta
2000 AE255 foi descoberto no dia 06 de janeiro de 2000 pelos astrônomos J. J. Kavelaars e A. Morbidelli.

## Órbita
A órbita de 2000 AE255 tem uma excentricidade de 0.062 e possui um semieixo maior de 44.051 UA. O seu periélio leva o mesmo a uma distância de 41.302 UA em relação ao Sol e seu afélio a 46.801.